# Halinghen
Halinghen település Franciaországban, Pas-de-Calais megyében. Lakosainak száma 309 fő (2022. január 1.). Halinghen Verlincthun, Nesles, Neufchâtel-Hardelot, Tingry, Widehem és Frencq községekkel határos.

## Népesség
A település népességének változása:
| Lakosok száma | 325  | 331  | 333  | 325  | 319  | 313  | 310  | 312  | 309  |
|               | 2013 | 2015 | 2016 | 2017 | 2018 | 2019 | 2020 | 2021 | 2022 |